# Mont Hutt
Pour les articles homonymes, voir Hutt.
Le mont Hutt est situé à l'ouest des plaines de Canterbury, dans l'île du Sud en Nouvelle-Zélande. Il se trouve à environ 80 kilomètres de Christchurch. Il est particulièrement connu pour ses pistes de ski. Le mont Hutt abrite 3,65 kilomètres carrés de pistes.